# Rose Maddox
Roselea Arbana 'Rose' Maddox (Boaz, 15 augustus 1925 - Ashland, 15 april 1998) was een Amerikaanse countryzangeres.

## Geschiedenis
Oorspronkelijk was de familie afkomstig uit Boaz, maar verhuisde naar Californië, nadat de ouders tijdens de wereldwijde economische crisis verarmden. Ze arriveerden kort voor de vluchtelingenstroom vanuit Oklahoma, die vluchtten voor de verwoestende stofstormen tijdens de Dust Bowl. De familie hield zich met moeite in leven, door te werken als dagloner op de fruit- en groenteplantages in de San Joaquin Valley.
Nadat ze zich hadden gevestigd in Modesto, traden de Maddox Brothers in 1937, aangemoedigd door een plaatselijke meubelzaak, voor de eerste keer op bij de radio. De sponsor eiste een zangeres in de groep en aldus assimileerde Fred Maddox zijn 11-jarige zus Rose in de band. De Maddox Brothers & Rose waren tijdens de jaren 1930 zeer populair en traden op in de gehele Verenigde Staten. In 1941 werden de broers opgeroepen voor de militaire dienstplicht, waardoor hun zus Rose werkloos achter bleef. Na de terugkeer van de broers traden ze weer samen op en na de ontbinding van de groep in 1956 begon Rose Maddox succesvol te werken als soloartieste.
Ze zong vervolgens country-boogie, een voorganger van de rockabilly, maar ging daarna over naar bluegrass. Ze was de eerste zangeres die een bluegrass-album opnam: Rose Maddox Sings Bluegrass (1962) bij Capitol Records. In hetzelfde jaar had ze haar grootste singlesucces met de top 10-hit Sing a Little Song of Heartache, die zich 37 weken lang kon handhaven in de countryhitlijst. Tijdens deze periode zong ze ook met succes duetten met Buck Owens.

## Verder
In 1994 werd Rose Maddox genomineerd voor de Grammy Award voor haar opname van $35 and a Dream voor het label Arhoolie Records. De kostuums van de Maddox Brothers & Rose worden tentoongesteld in Buck Owens Crystal Palace in Bakersfield en ook in de Country Music Hall of Fame in Nashville.
Haar levensweg zou eigenlijk worden verfilmd. Het project werd in haar laatste levensjaren intens voorbereid, maar uiteindelijk niet ten uitvoer gebracht. In de speelfilm Hi-Lo Country (1996) had Rose Maddox een kort optreden.

## Ziekte en overlijden
Tijdens de jaren 1980 werd haar carrière meermaals onderbroken door zware hart- en longproblemen. Ze lag zelfs drie maanden in coma. Rose Maddox gaf tot kort voor haar dood concerten, hoofdzakelijk aan de westkust van de Verenigde Staten, maar ook in Europa.
Rose Maddox overleed in 1998 in Ashland op 72-jarige leeftijd.

## Discografie

### Singles
4 Star Records
- 1948:	Time Nor Tide / Gosh, I Miss You All The Time (Maddox Brothers & Rose)

Columbia Records
- 1948:	Mean & Wicked Boogie / Sweet Little You (Maddox Brothers & Rose)
- 1948:	I'd Rather Die Young / The Nightingale Song
- 1954:	Wild Wild Young Men / Second Choice
- 1956:	Kiss Me Like Crazy / Just One More Time
- 1957:	The Death Of Rock And Roll / Paul Bunyan Love (Maddox Brothers & Rose)
- 1957:	Old Man Blues / Tomorrow Land

Decca Records
- 1952:	Hangover Blues / Why Not Confess (Maddox Brothers & Rose)

Capitol Records
- 1959:	Custer's Last Stand / My Little Baby
- 1960:	Please Help Me, I'm Falling / Down, Down, Down

### Albums (Maddox Brothers & Rose)
Arhoolie Records
- 1976/1993: America's Most Colorful Hillbilly Band v.1
- 1995: America's Most Colorful Hillbilly Band v.2
- 1983/1996: On the Air
- 1996: Live on the Radio

Rockateer Records
- 1996: The Hillbilly Boogie Years

King Records
- 1956: A Collection of Standard Sacred Songs

Bear Family Records
- 1998: The Most Colorful Hillbilly Band in America

### Compilaties
- 1967: Rosie (Starday)
- 1977: Reckless Love and Bold Adventure (Takoma)
- 1980: Rose of the West Coast Country (Arhoolie)
- 1988: Rockabilly Reunion - Live In London 1987 met Glen Glenn (Magnum Force)
- 1980/2007: This Is Rose Maddox mit der Vern Williams Band (Arhoolie)
- 1994: The One Rose (Bear Family Records)
- ####: A Big Bouqet Of Roses (Capitol)
- ####: Glorybound Train (Capitol)
- 1962/1996: Rose Maddox Sings Bluegrass (Capitol)
- 1994: $35 and a Dream (Arhoolie)
- 1996: The Moon Is Rising (Town & Country)
- 2000: The Legendary Queen of the West (Boothill)

- Bibsys: 9036486
- Bibliothèque nationale de France: cb13986436b (data)
- Gemeinsame Normdatei: 119515156
- International Standard Name Identifier: 0000 0000 5519 5598
- Library of Congress Control Number: n86065475
- MusicBrainz: 19f81dca-f416-4e2a-a53e-2a8d174f58c3
- Nationale Bibliotheek van Israël: 987007334428005171
- Nederlandse Thesaurus van Auteursnamen: 073044970
- SNAC: w6sj1hrx
- Virtual International Authority File: 74046504
- WorldCat: E39PBJtRK3vT8XTFyYxfhkcByd